# Акишев, Токиш Акишевич
Токиш Акишевич Акишев (каз. Төкіш Ақышев; 1932—1999) — организатор геофизической службы Казахстана, учёный-геофизик, лауреат Государственной премии СССР (1985), доктор геолого-минералогических наук, профессор (1990), общественный деятель. Происходит из рода Альтеке рода Каракесек племени Аргын.

## Биография
В 1951 году окончил физико-математический факультет Карагандинского государственного учительского института.
Проработав год учителем математики и физики в средней школе села Актогай, поступил на геолого-разведочный факультет Казахского горно-металлургического института, который окончил в 1957 году с дипломом горного инженера-геофизика. Направлен в Агадырскую геофизическую экспедицию, где последовательно работал оператором, геофизиком, начальником отряда, старшим геофизиком, главным геофизиком, начальником комплексной полевой партии.
С апреля 1964 года по январь 1970 года начальник Агадырской геофизической экспедиции.
В 1957—1970 годах непосредственный участник или руководитель открытия промышленных месторождений «Узынжал» (свинец, цинк), «Коктенколь» (молибден, вольфрам), Кумадыр (свинец, серебро, золото), «Косагалы» и «Туяк» (железо), «Кызылтас» (медь), «Жунды» (свинец, серебро) и другие. За это дважды удостоен звания «Первооткрыватель месторождения» и награждён орденом Трудового Красного Знамени (1966).
Министерством Геологии Казахской ССР в 1970 году с целью организации поисков и разведки месторождений нефти и газа в Южном и Западном Казахстане и изучения земной коры переведён на должность начальника вновь организованной Илийской геофизической экспедиции (в пригороде Алма-Аты). Под его руководством было открыто несколько месторождений газа с общим извлекаемом запасом 100 млрд м³ в Чу-Сарысуйской впадине.
В 1981 году Министерством геологии СССР Т. А. Акишеву поручается создание нового Казахского производственного объединения по геофизическим исследованиям (ПГО «Казгеофизика»), в котором он назначается Генеральным директором. В течение 2-3 лет в Прикаспийской впадине, на Мангышлаке и на юге республики были проведены крупномасштабные поисковые геофизические работы и в результате до 1988 года было выявлено более 1500 нефтегазоперспективных структур. После бурения скважин на одноимённых структурах был открыт ряд крупных месторождений нефти и газа.
С целью изучения всей территории Прикаспийской впадины на едином методологическом уровне и налаживания глубокого бурения на территориях Казахской ССР и Российской Федерации в 1987 году ЦК КПСС и Министерство Геологии СССР принимает решение о создании в Министерстве Геологии СССР Главного Территориального Управления «Главприкаспийгеология», с подчинением ему геофизических организаций Казахской ССР и ряда прикаспийских областей Российской Федерации. Создание и организация этого управления поручается Т. А. Акишеву, он назначается руководителем ГТУ «Главприкаспийгеология» СССР.
В результате на территории Ульяновской, Саратовской, Волгоградской областей и Калмыцкой АССР открываются новые месторождения нефти и газа, подземных вод и стройматериалов, а в Актюбинской области -  месторождения углеводородов Восточный Акжар, Алибекмола и др. Также были выявлены и подготовлены более 2000 нефтегазоносных структур на территории Казахстана и Российской Федерации и после проходки глубоких скважин были открыты месторождения «Карачаганак» (газ, газоконденсат, нефть), «Урихтау» (нефтегазоконденсат), «Имашевское» (газ), Синельниковское (нефть), Лактыбай (нефть), нижний карбонатный горизонт Жанажола (нефть), «Забурунье» (нефть), «Кумколь» (нефть), «Каламкас» (нефть), Елемес (нефть) и др. За участие в этих работах признаётся в третий раз «Первооткрывателем месторождения».
Т. А. Акишев сочетал геологоразведочное производство с наукой и за всё время опубликовал более 200 научных трудов, в том числе 9 монографий, посвящённых развитию производительных сил страны, и 11 геолого-геофизических карт, изданных ведущими геолого-геофизическими ведомствами СССР, которые имели огромное значение для геологического производства. Он подготовил 7 кандидатов и 3 доктора наук и был признан в СССР не только, как крупный производственник, но и учёный в области геофизики и геологии.
В 1970 году на Специализированном Совете при Казахском политехническом институте (ныне Казахский национальный исследовательский технический университет имени К. И. Сатпаева) защитил диссертацию «Глубинное строение и металлогения Акбастауской зоны разломов в Центральном Казахстане» на соискание учёной степени кандидата геолого-минералогических наук.
В 1985 году за цикл опубликованных научных работ «Металлогения Казахстана и комплексные исследования главнейших горнорудных регионов, опубликованных в 1968—1983 годах» ему присуждается Государственная премия СССР.
В 1990 году на Специализированном Совете Института Геологии и Геофизики СО АН СССР (Новосибирск) он защищает диссертацию «Глубинное строение Балхашского сегмента земной коры Казахстана по комплексу геофизических данных» на соискание учёной степени доктора геолого-минералогических наук.
По результатам геофизических исследований им составлена и издана серия геолого-геофизических карт Прикаспийской впадины, которая позволила определить основные направления геологоразведочных работ на нефть и газ до 2005 года.
В 1991 году после завершения производственной деятельности он возвращается в Казахский Научно-Технический Университет им К. И. Сатпаева (КазНТУ), где работает профессором, а с 1992 года и до конца жизни заведующим кафедрой геофизики. В 1993 году он впервые в Казахстане организовал специализированный Совет по защите докторских диссертации по геофизике и являлся его председателем до конца жизни.
За время работы в КазНТУ им выпущено 3 монографии (1 на казахском языке), 2 учебника на казахском языке и 5 научных сборников. Он являлся членом редколлегии журнала «Вестник КазНТУ», членом Учёных советов и учебно-методического объединения университета, членом Бюро отделения наук о земле Министерства науки-Академии наук Республики Казахстан. Был членом ряда специализированных и координационных советов Академии наук и Министерств геологии, нефти и газа Казахстана и России. 30 лет был депутатом районных и городских советов, членом Пленума райкомов и горкомов компартии Казахстана, членом ЦК профсоюза геологоразведочных работ, бессменным председателем Республиканского НТО «Горное» геофизиков, геологов и топографов. Его производственные и научные достижения отмечены орденом Трудового Красного Знамени, тремя медалями СССР, награждён знаком «Отличник разведки недр», новые изобретения и открытия признаны свидетельствами, медалями ВДНХ СССР.